# Osiedle Bronowice Nowe
Osiedle Bronowice Nowe (do lat 90. XX wieku Osiedle Widok) – osiedle w Krakowie wchodzące w skład dzielnicy VI Bronowice, niestanowiące jednostki pomocniczej niższego rzędu w ramach dzielnicy.

## Położenie
Osiedle położone jest w kwartale ulic: Balickiej, Armii Krajowej, Zarzecze, Na Błonie.
Graniczy:
- od północy i zachodu z Bronowicami Małymi,
- od południa z Osiedlem Widok Zarzecze,
- od wschodu z Bronowicami Małymi Wschód.

## Historia
Osiedle zbudowane zostało w połowie lat 70. XX wieku, w technologii wielkiej płyty. Autorem pierwotnego projektu architektonicznego i urbanistycznego był Krzysztof Bień.
Od momentu wybudowania do lat 90. XX wieku osiedle nosiło nazwę „Widok” (od dawnej nazwy ulicy Jabłonkowskiej). Nazwa ta używana jest przez mieszkańców potocznie do dzisiaj, dlatego niekiedy Bronowice Nowe mylone są z sąsiednim osiedlem o podobnej nazwie, Widok Zarzecze.

## Infrastruktura
Na terenie Bronowic Nowych znajduje się Szkoła Podstawowa Nr 153 im. ks. prof. Józefa Tischnera oraz XVIII Liceum Ogólnokształcące im. św. Jana Kantego.
Wierni rzymskokatoliccy zamieszkali na osiedlu należą do parafii św. Jana Kantego. Na osiedlu znajduje się kościół pod tym samym wezwaniem, zbudowany w latach 1983–1992.
Na zachodnim skraju osiedla znajduje się pętla tramwajowa i autobusowa, od września 2007 roku nosząca nazwę „Bronowice Małe”.

## Galeria

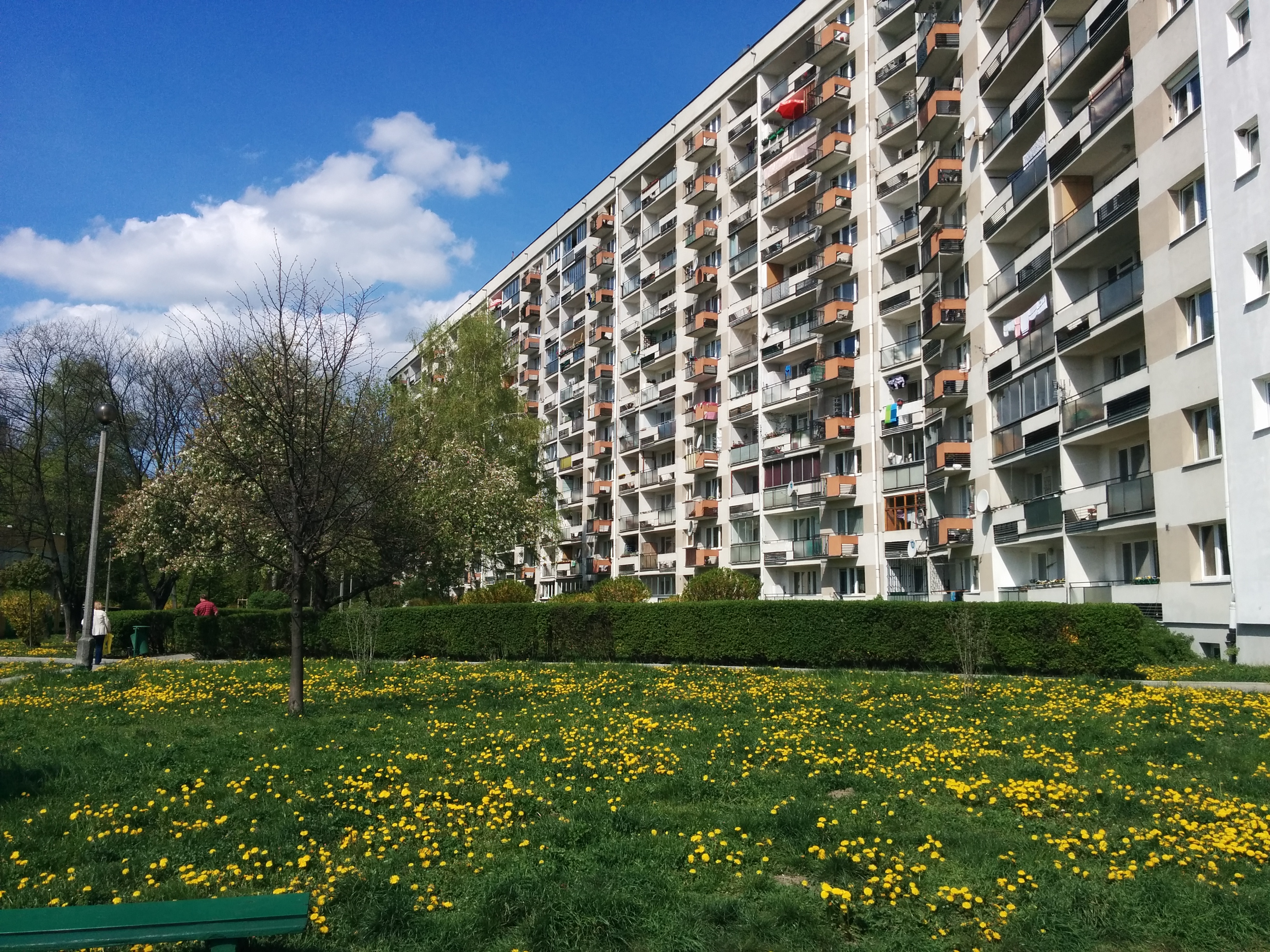
Blok mieszkalny przy ul. Na Błonie
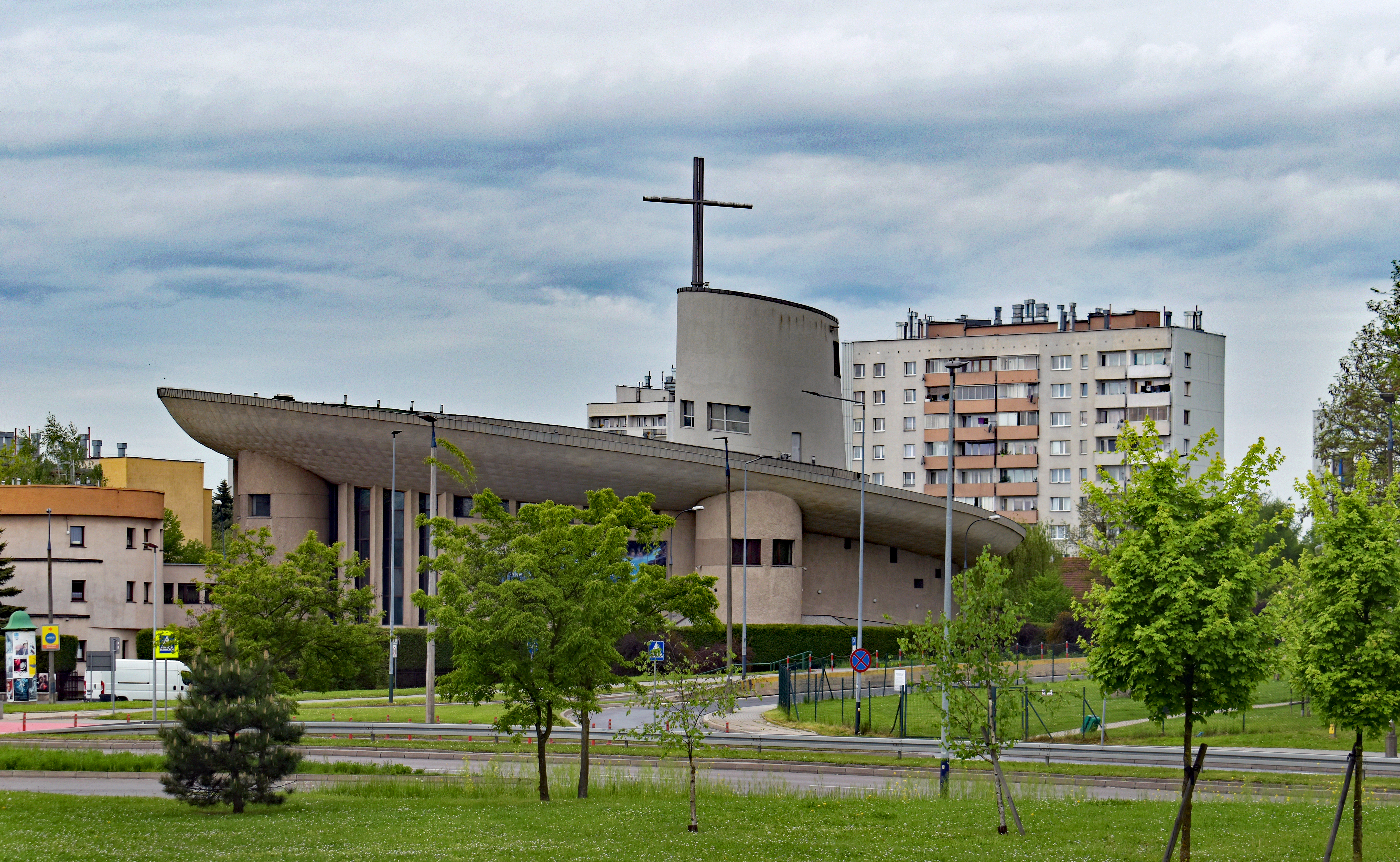
Kościół św. Jana Kantego przy ul. Jabłonkowskiej
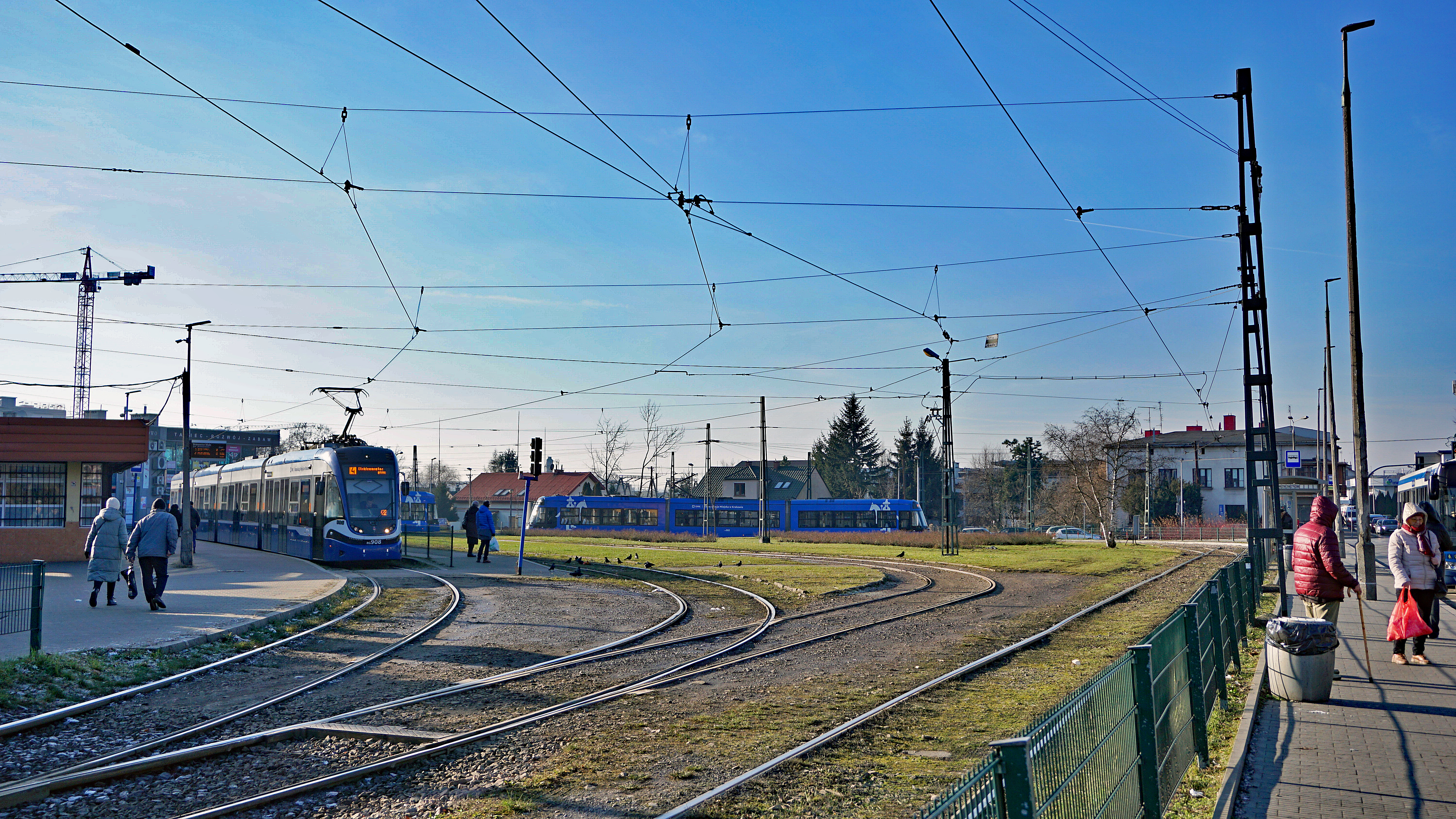
Pętla tramwajowa „Bronowice Małe”
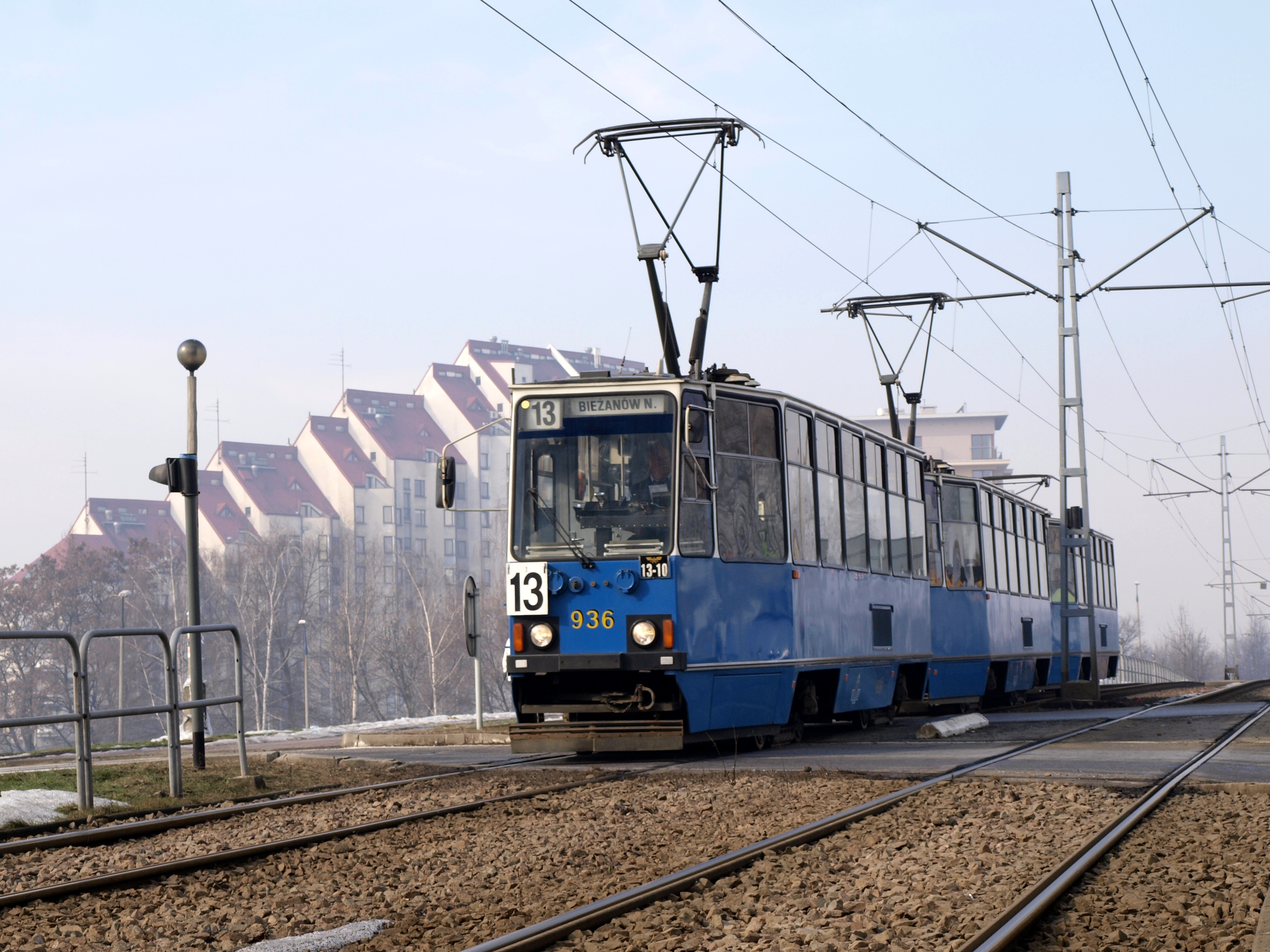
Osiedle widziane z wiaduktu nad ul. Armii Krajowej, trójskład wagonów 105Na obsługujący linię tramwajową łączącą osiedle z centrum Krakowa (2010)
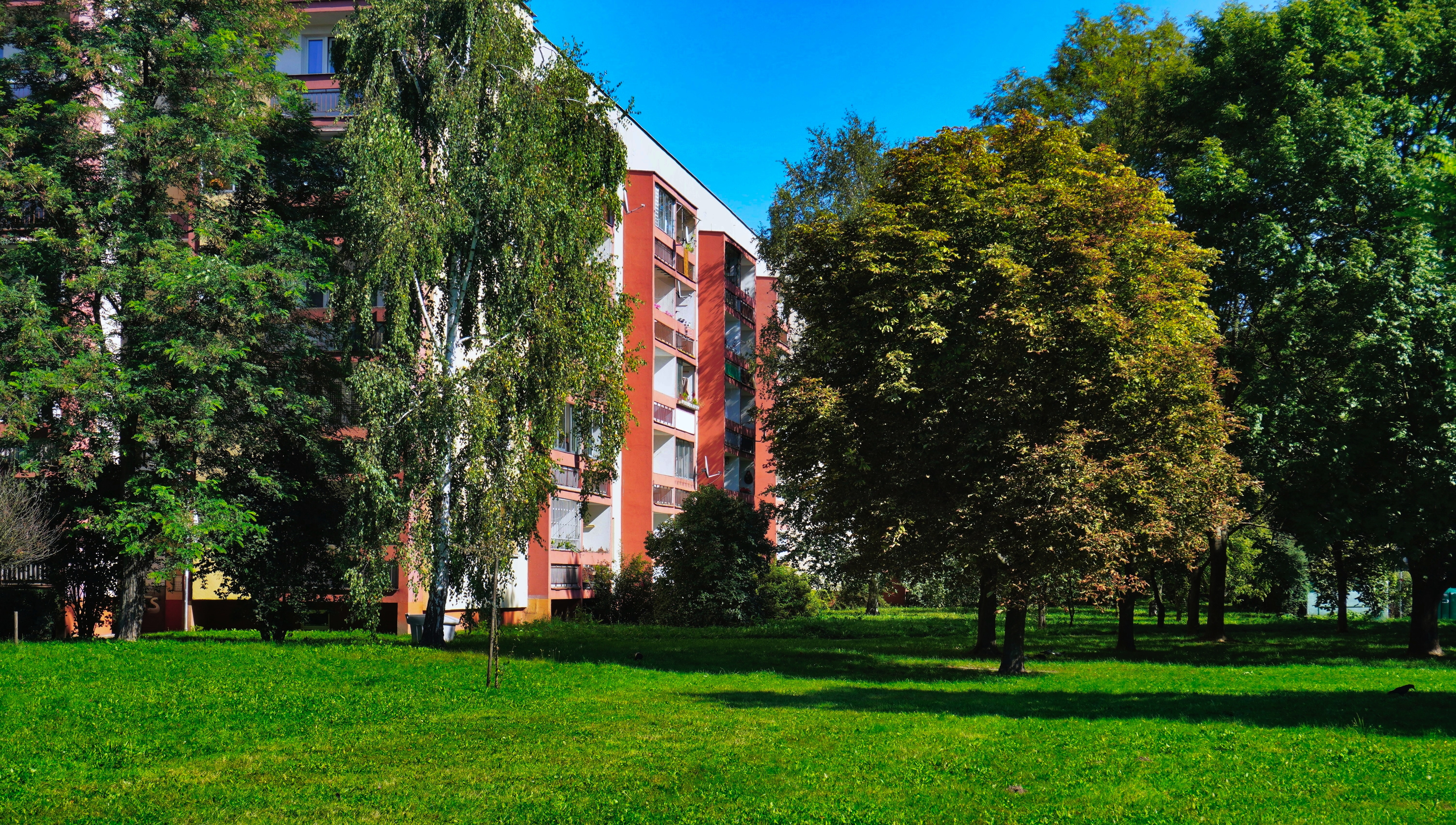
Wnętrze osiedla, blok przy ul. Armii Krajowej 83
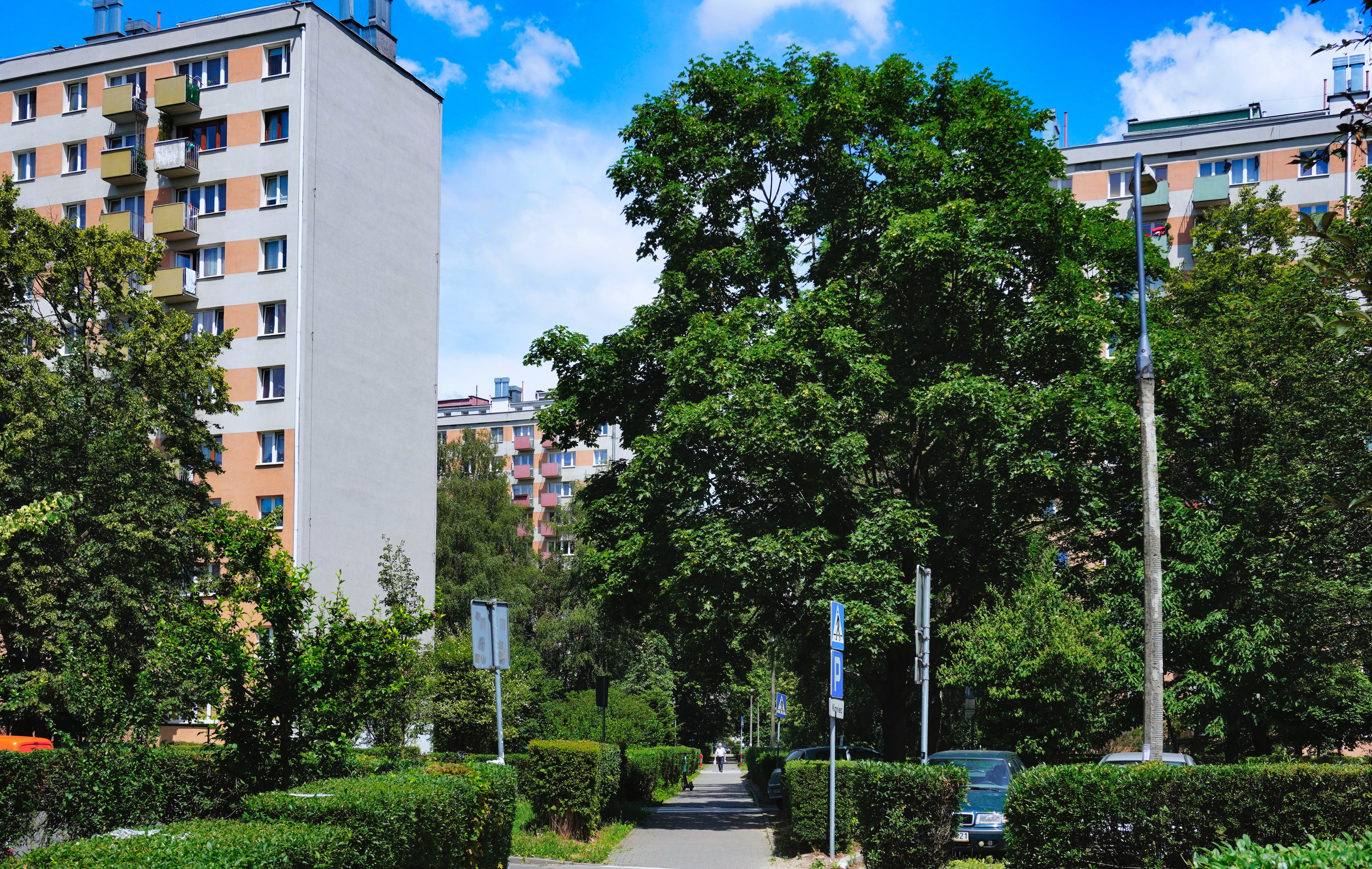
Wnętrze osiedla, bloki przy ul. Na Błonie 11, 9 i 11A
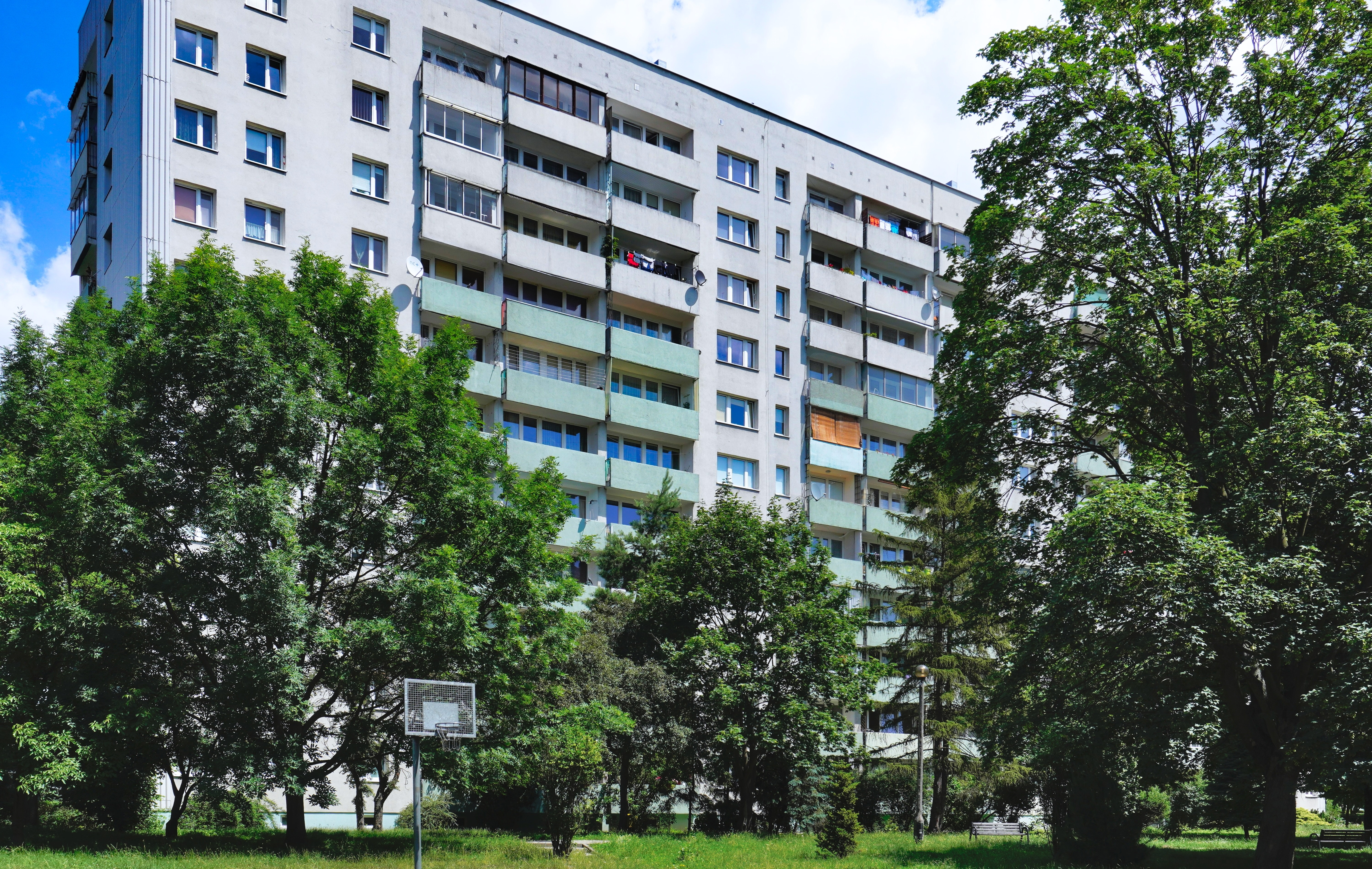
Wnętrze osiedla, blok przy ul. Na Błonie 3
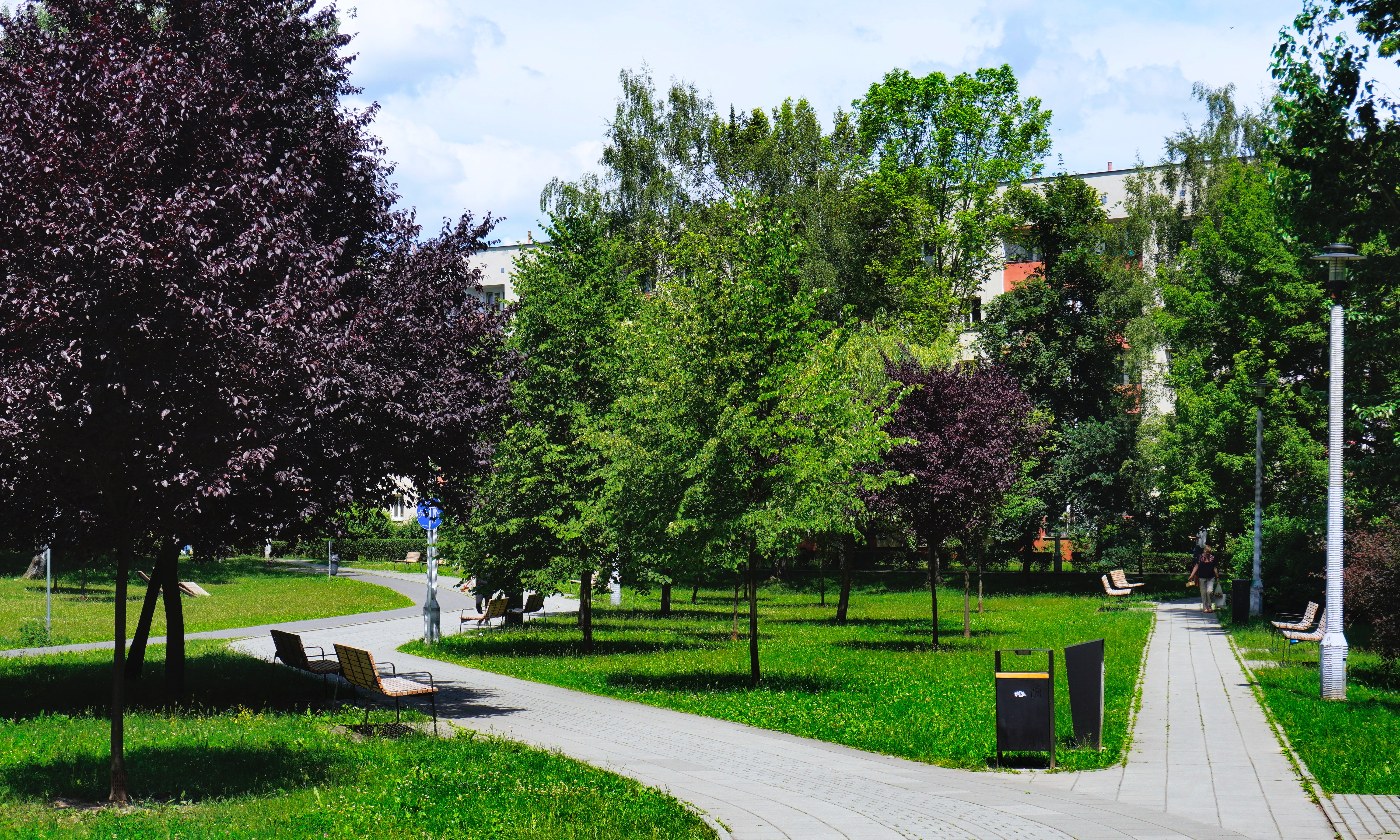
Park Młynówka Królewska